# ناحية عريمة
ناحية عريمة إحدى نواحي سوريا تتبع إداريّاً لمحافظة حلب منطقة الباب ومركزها بلدة عريمة، بلغ تعداد سكان الناحية 32,041 نسمة حسب التعداد السكاني لعام 2004.

## بلدات وقرى ناحية عريمة
العجمي، برشايا، نباتة كبيرة، سكرية كبيرة، تفريعة كبيرة، الحجيلة، حوتة، إيلان،الشيخ ناصر، جبلة الحمرة، جب الدم، جب نعسان، جب سلطان، الجرنية، الكريدية، سكرية صغيرة، تفريعة صغيرة، مضيق بو غاز، المزروفة، أولاشة، العميانة، عريمة، العروبة، شدار، شويحة، السنبلة، ترحين، الثعلبية، أم عدسة عجمي، أم شكيف، الوادي، البويهج، الذئب، برازية، قنافذة.